# Hrabstwo Imperial
Hrabstwo Imperial (ang. Imperial County) – hrabstwo w stanie Kalifornia w Stanach Zjednoczonych. Obszar całkowity hrabstwa obejmuje powierzchnię 4481,73 mil² (11 607,63 km²). Według szacunków United States Census Bureau w roku 2009 miało 166 874 mieszkańców.
Hrabstwo powstało w 1907 roku. Na jego terenie znajdują się:
- miejscowości – Brawley, Calexico, Calipatria, El Centro (siedziba administracyjna), Holtville, Imperial, Westmorland
- CDP – Bombay Beach, Desert Shores, Heber, Niland, Ocotillo, Palo Verde, Salton Sea Beach, Salton City, Seeley, Winterhaven
- Znaczna część największego jeziora Kalifornii – Salton Sea[5].